# مايك داروين
مايك داروين (بالإنجليزية: Mike Darwin)‏ هو كاتب أمريكي، ولد في 26 أبريل 1955 في إنديانابوليس في الولايات المتحدة.